# Hessisch voetbalkampioenschap 1910/11
In 1910/11 werd het vijfde Hessisch voetbalkampioenschap gespeeld, dat georganiseerd werd door de West-Duitse voetbalbond. De clubs uit Fulda kregen dit seizoen een eingen competitie, maar deze beslissing werd na één seizoen ongedaan gemaakt. 
Casseler FV 95 werd kampioen en plaatste zich voor de West-Duitse eindronde. De club verloor meteen van FC Olympia 1903 Osnabrück. 

## A-Klasse
| Plaats | Club                      | Wed. | W | G | V | Saldo | Ptn. |
| ------ | ------------------------- | ---- | - | - | - | ----- | ---- |
| 1.     | Casseler FV 95            | 6    |   |   |   | 17:5  | 10:2 |
| 2.     | 1. Casseler BC Sport 1894 | 6    |   |   |   | 12:14 | 7:5  |
| 3.     | FV Teutonia Cassel        | 6    |   |   |   | 10:21 | 5:7  |
| 4.     | Göttinger FC 1905         | 6    |   |   |   | 7:6   | 2:10 |

|  | Kampioen, geplaatst voor West-Duitse eindronde |
|  | Degradatie                                     |